# アデュフェ
アデュフェ（英: Adufe）は、ムーア起源の伝統的な四角いタンバリンで、ポルトガルであったり、スペインのガリシア州や他の地域で使用されている。

## 歴史
ポルトガルの打楽器で、カステロ・ブランコ県のベイラ地方で伝統的に使用されていた。イベリア半島の他の多くの地域でも使用されており、同様の楽器は北アフリカにも見られる。通常はキリスト教の宗教行列に使用されるが、地元の祭りや畑仕事における音楽隊によっても使用されてきた。伝統的に女性のみが演奏していた。しかし、宗教的なタイミングでない時には、男性が演奏するようなこともあった。

## 特徴
アデュフェは通常、松で作られた四角または長方形のフレームドラムで、その上にヤギの皮が取り付けられている。フレームのサイズは一般的に、各辺が12インチから22インチ、厚さは1インチから2インチとなっている。皮は側面に縫い付けられ、縫い目は色付きのリボンで覆われている。内部には心地よい音を奏でるため、小さな種や小石が入れられている。アデュフェは完全に手作りの楽器である。